# Проспект Месогіон
Проспект Месогіон (грец. Λεωφόρος Μεσογείων) — проспект в Афінах, який отримав своє ім'я за назвою Месогійської рівнини, до якої він прямує. Одночасно проспект Месогіон слугує техногенною межею Месогійської та Афінської рівнин. Загальна протяжність проспекту становить 3 км.

## Загальні відомості
Проспект Месогіон перетинає райони Афін: Абелокіпі, Елліноросон, Ерітрос-Ставрос, Пентагоно, — а також сполучає Афіни із передмістями Гліка-Нера, Геракас, Холаргос, Халандрі, Нео-Психіко, Ая-Параскеві.
Проспект Месогіон сполучає вулицю Фідіппіда із пропектом Кіфісіас, проспектом Королеви Софії, проспектом Александрас, проспектом Марафонас, вулицею Геракас та національною автомагістраллю GR-81. Автобан Аттікі-Одос побудовано в обхід проспекту.

## Основні споруди
По проспекту Месогіон зведено найвищу споруду Греції, єдиний справжній хмарочос у країні — Афінську вежу 1; а також Афінська вежа 2, Вежа-близнюк 1 та Вежа-близнюк 2, студії телевізійного каналу Mega Channel. 